# Yemenkamæleon
Yemenkamæleonen er en af de mest farvefulde arter af kamæleoner. Kamæleonen er udbredt i fangenskab, da den er "nem" at holde, og kan yngle i fangenskab.
Der eksisterer to kendte underarter af Chamaeleo calyptratus.
- Chamaeleo calyptratus calyptratus
- Chamaeleo calyptratus calcarifer

Begge underarter har nogenlunde ens udseende, dog med et par enkelte forskelle.
De har begge en stor kraniehanekam. Hannernes hanekam er større end hunnernes. Chamaeleo calyptratus calyptratus har dog betydelig større hanekam end Chamaeleo calyptratus calcarifer. Hannerne bliver cirka 61 centimeter, mens hunnerne kan bliver op til 33 centimeter. De har typisk tydelige striber omkring deres krop, primært i farverne gylden, grøn og blå mikset med gul, orange eller sort.
Yemenkamæleonen lever ved den vestlige kystlinje af Yemen og på den sydvestlige kyst af Saudi-Arabien.
Yemenkamæleonens leveområder kan opdeles i fire forskellige typer:
- 1) Yemens lave fugtige kystnære sletter
- 2) Yemens bjergskråninger
- 3) Yemens højsletter
- 4) Saudi-Arabiens golde vestlige kyst

Yemenkamæleonen er insektædende. De er i stand til at fange deres bytte ved at slynge deres slimede tunge ud med høj fart. Tungen bruges også til at lugte og smage. De går ofte efter bestemte typer af bytte. Grønne insekter er specielt eftersøgt, men yemenkamæleonen er en af de få kamæleoner som også spiser blade fra planter, primært for at have en kilde til vand i den tørre sæson.
Levealderen er typisk fem år for hunnerne og op til otte år for hannerne. De når den kønsmodne alder efter fire til fem måneder (20 – 30 centimeter). Under parringssæsonen ændrer hunnerne farve fra deres normale lysgrønne farve til en sort-grøn med blå og gule pletter inden for 18 timer efter en succesfuld parring. Æglægningen foregår fra 20 – 30 dage efter parringen. Der lægges normalt fra 35 – 85 æg, og parringen kan foregå op til 3 gange på et år.
Yemenkamæleonen er en af de mest aggressive arter af kamæleoner. To kamæleoner kan derfor ikke holdes sammen. Alene det at en yemenkamæleon kan se en anden yemenkamæleon vil gøre kamæleonen aggressiv. De vil så længe, de kan se hinanden nægte at spise eller drikke, og stressniveauet kan ende med en meget svækket kamæleon eller døden. Eneste undtagelse er når hunnen er i brunst. Hunnerne kan dog godt være i nærheden af hinanden, dog ikke i brunstperioden.